# Ulrich N'Toyo
Ulrich N'Toyo est un metteur en scène, comédien, conteur, marionnettiste et auteur originaire du Congo Brazzaville.

## Biographie
Ulrich N'toyo est né et a grandi à Brazzaville au Congo. Il débute dans le théâtre à l'âge de 9 ans. Il fait toute sa formation artistique à Brazzaville aux côtés de Dieudonné Niangouna, Abdon Fortuné Khoumba kaf et Julien Bissila. En 1997, il fait la rencontre de Dorient Kaly dans un atelier de théâtre scolaire. Ensemble, ils fondent en 2003 leur compagnie Conte Duo, et créent leur premier spectacle de marionnettes à fils, Le petit Poucet d'après Charles Perrault. En 2000, il rejoint la compagnie  Nguiri-Nguiri fondée par Julien Mabiala Bissila et Roger Mantsanga. En 2003, avec Dorient Kaly et Abdon Fortuné Koumbha, ils créent l’espace Tiné à Brazzaville et organisent tous les ans les Rencontres Itinérantes des Arts de la Parole et du Langage (RIAPL). En 2004, le spectacle Les petits prisonniers de la nuit leur ouvre les portes des tournées internationales, notamment au Cameroun (FIADEMS 2005). En 2007, toujours avec son ami Dorient Kally, il a la chance de travailler avec Massimo Shuster (it), qu'ils font venir à Brazzaville. À la suite de cette rencontre ils créeront Mho! Et le secret de la petite fôret?.
En 2007, il s’installe en France et travaille entre le Congo et la Normandie où il fonde en 2011, la Youle Compagnie, basée à Rouen, dont il est membre fondateur (avec Naïma El Qadery), directeur artistique et metteur en scène. Il joue et met en scène les textes qu’il écrit. Depuis 2015, il est Directeur artistique du festival de conte chez l'habitant 1, 2, 3, Contez,.
En 2008, il met en scène le texte Meyong Meyeme de Henry J. Leloup, création Internationale au Cameroun qui regroupe deux continents et quatre pays. En 2009, il fabrique des marionnettes et joue dans le spectacle d’ouverture du festival international d’Alger dirigé par Kamel Ouali. En 2009, il représente le Congo Brazzaville aux 6e jeux de la Francophonie au Liban, dans la catégorie conteur. En 2013, il est l’assistant du dramaturge et metteur en scène Julien Bissila dans sa création Crabe Rouge, présentée au Festival des Francophonies en Limousin. 

## Comédien
- Henri et le Le Serpent Vert
- Le Ptit poisson Rose
- Rudy et Eva
- Jonas et le Camarade de voyage de N’toyo Ulrich
- Bengi et Benga de N’toyo Ulrich
- Le diable de mâ musanga de N’toyo Ulrich
- Le Procès du père Likibi de Emmanuel Dongala
- Ya Bon chicouange de Caya Makhélé mise en scène de Charle Baloukou
- La Liberté des Autres de Caya Makhélé mise en scène de Charle Baloukou
- Antoine m’a vendu son destin de Sony Labou Tansi mise en scène de Victore Louya Mpéné Malele
- L’Ile des enfants perdus adaptation des textes de Prévert par Guy Alexandre Sounda, mise en scène de Jean Jules Koukou
- La Chaise Folle adaptation des nouvelles de Sony Labou Tansi mise en scène Rock Baloukou
- Une nouvelle terre de Were Were Liking mise en scène Rock Baloukou
- Parole de Sagesse textes de Anne-Catherine Vivet-Remy, mise en scène de François Généreux
- L’île des enfants perdus (compilation des textes de Jules Verne et de Sony Labou Tansi)
- L’Os de Mort
- L’âme de Biragot
- L’intrus de Bilal Fhal
- La tragédie du Docteur Boukadio de Tchitchele Tchivela
- Alibaba et les quarante Voleurs conte oriental
- La passion du Christ Version Père louis Marie Retalleaux
- 2002 : Le Musée de la Honte, écriture et mise en scène de Julien Bissila,
- 2003 : Le petit Poucet d'après Charles Perrault, mis en scène par Dorient Kaly et Ulrich N'Toyo
- 2004 : Les petits prisonniers de la nuit, de Dorient Kaly, mis en scène par Dorient Kaly et Ulrich N'Toyo
- 2005 : La dispute, de Marivaux, mise en scène d'Alain Gintzburger, Centre Culturel Français de Brazzaville
- 2006 : Bono L’enfant de Sable de Dorient Kaly mis en scène par Dorient Kaly et Ulrich N'Toyo
- 2006 : Banc de Touche, écriture et mise en scène de Dieudonné Nianguna, Le Tarmac
- 2008 : La marmite des Sortilèges de Dorient Kaly, mis en scène par Dorient Kaly et Ulrich N'Toyo, FIADEMS
- 2008 : Mhot ! et le secret de la petite Forêt de Dorient Kaly, mise en scène d'Ulrich N'Toyo
- 2009 : Spectacle d’ouverture du festival international d’Alger dirigé par Kamel Ouali
- 2009 : Manipul'Acteurs
- 2010 : Mes contes, mes histoires, écriture et mise en scène d'Ulrich N'Toyo
- 2010 : Tu ne contes pas comme ma Grand-Mère, écriture et mise en scène d'Ulrich N'Toyo
- 2011 : Le socle des vertiges, écriture et mise en scène de Dieudonné Nianguna, Festival des Francophonies en Limousin
- 2012 : Conte Initiatique, écriture et mise en scène d'Ulrich N'Toyo
- 2012 : Conte à deux voix, écriture et mise en scène d'Ulrich N'Toyo et Arleen Thibault
- 2013 : Crabe Rouge, écriture et mise en scène de Julien Bissila, Festival des Francophonies en Limousin
- 2014 : Hic et nun, d'Ulrich N'toyo et Daniel Mayar
- 2014 : Je te raconte, tu me raconte, écriture et mise en scène d'Ulrich N'Toyo et Louis-Marie Zaccaron-Barthe
- 2016 : Africa democratik room, d’après La République de Platon, adaptation et mise en scène de Bérangère Jannelle, Festival Les Récréâtrales [13]
- 2016 : Histoires de famille, écriture et mise en scène d'Ulrich N'Toyo
- 2017 : Les temps ont changé, et l'amour? écriture et mise en scène d'Ulrich N'Toyo, Abbaye de Jumièges
- 2017 : Les dires de la route: Récits de collectage, écriture et mise en scène d'Ulrich N'Toyo
- 2017 : Les Bacchantes, d'après Euripide, adaptation et mise en scène de Sarah Llorca, Théâtre 71[14]
- 2018 : Au plus tard de la nuit, d’après le roman Looking on Darkness d’André Brink, adaptation et mise en scène de Nelson-Rafaell Madel, Théâtre de la Tempête
- 2019 : Othello de William Shakespeare, mise en scène Arnaud Churin, Scène nationale 61
- 2019 : J'ai remonté le fleuve pour vous!, texte d'Ulrich N'Toyo, mise en scène de Carine Piazzi

## Metteur en scène
- Henri et le Le Serpent Vert
- Le Ptit poisson Rose
- Rudy et Eva
- Jonas et le Camarade de voyage de N’toyo Ulrich
- Bengi et Benga de N’toyo Ulrich
- Le diable de mâ musanga de N’toyo Ulrich
- Meyong de Jaqueline Le Loup
- Le Sorcier malgré lui de Xavier Brunot
- 2003 : Le petit Poucet d'après Charles Perrault, mis en scène par Dorient Kaly et Ulrich N'Toyo
- 2004 : Les petits prisonniers de la nuit, de Dorient Kaly, mis en scène par Dorient Kaly et Ulrich N'Toyo
- 2006 : Bono L’enfant de Sable de Dorient Kaly mis en scène par Dorient Kaly et Ulrich N'Toyo
- 2008 : La marmite des Sortilèges de Dorient Kaly, mis en scène par Dorient Kaly et Ulrich N'Toyo, FIADEMS
- 2008 : Meyong Meyeme de Henry J. Leloup, mise en scène d'Ulrich N'Toyo
- 2008 : Mhot ! et le secret de la petite Forêt de Dorient Kaly, mise en scène d'Ulrich N'Toyo
- 2010 : Mes contes, mes histoires, écriture et mise en scène d'Ulrich N'Toyo
- 2010 : Tu ne contes pas comme ma Grand-Mère, écriture et mise en scène d'Ulrich N'Toyo
- 2012 : Joue pas avec moi, écriture et mise en scène d'Ulrich N'Toyo
- 2012 : Conte Initiatique, écriture et mise en scène d'Ulrich N'Toyo
- 2012 : Conte à deux voix, écriture et mise en scène d'Ulrich N'Toyo et Arleen Thibault
- 2014 : Je te raconte, tu me raconte, écriture et mise en scène d'Ulrich N'Toyo et Louis-Marie Zaccaron-Barthe
- 2016 : Histoires de famille, écriture et mise en scène d'Ulrich N'Toyo
- 2017 : Les temps ont changé, et l'amour? écriture et mise en scène d'Ulrich N'Toyo, Abbaye de Jumièges
- 2017 : Les dires de la route: Récits de collectage, écriture et mise en scène d'Ulrich N'Toyo
- 2018 : Contes bric-à-brac, de Loic Le Saout et Mariette Jules, mise en scène d'Ulrich N'toyo
- 2018 : Les pieds dans le plat, écriture et mise en scène de Mathilde Pierson et Ulrich N'Toyo

Depuis 2015, Ulrich N'Toyo et la Youle Compagnie proposent ponctuellement des spectacles éphémères, adaptés aux lieux de plein dans lesquels ils jouent, telles des balades contées,. 

## Filmographie
- 2012 : Tant que le diable existera, court-métrage réalisé par Aliénor Vallet

## Prix et récompenses
- 2017 : J'ai remonté le fleuve pour vous texte lauréat de la saison 2016/2017 du label Jeunes Textes en Liberté [15],[16]
- 2017 : J'ai remonté le fleuve pour vous texte lauréat dans le cadre de l’Aide à la création de textes dramatiques du Centre National du Théâtre, dans la section Encouragements[17]